# Slimane Ben Slimane
Slimane Ben Slimane (arabe : سليمان بن سليمان), né en février 1905 (le 6 ou le 13 selon les sources) à Zaghouan et décédé le 25 février 1986 à Tunis, est un médecin et homme politique tunisien.

## Biographie

### Jeunesse et éducation
Fils d'un épicier analphabète, il fréquente l'école primaire et effectue ses études secondaires au Collège Sadiki. En 1928, il obtient son baccalauréat en mathématiques et part à Paris pour suivre des études de médecine jusqu'en 1937. Durant cette période, il milite au sein de l'Association des étudiants musulmans nord-africains, où il côtoie plusieurs jeunes figures des mouvements communistes et nationalistes maghrébins.
En mai 1931, il assiste avec Ahmed Ben Miled, Bahri Guiga, Mustapha Baffoun, Sadok Boussofara et Habib Bourguiba au congrès de la Ligue française des droits de l'homme à Vichy. Il participe, aux côtés de Hédi Nouira et Salah Ben Youssef, également étudiants à la même époque à Paris, à la campagne pour la scission du Destour ; il adhère ainsi en 1934 au Néo-Destour issu de la scission.
Il rentre en Tunisie en 1936, après avoir soutenu l'année précédente une thèse intitulée Sur un cas de zona ophtalmique traumatique. Médecin spécialiste en ophtalmologie, il exerce comme médecin de libre pratique et lance en 1945 la première consultation d'ophtalmologie au boulevard Bab Menara à Tunis. Puis, il intègre l'hôpital Habib-Thameur comme assistant au service d'ophtalmologie.

### Résistance et vie politique

#### Action contre la colonisation
Il participe au congrès du Néo-Destour de 1937, lors duquel il est élu comme membre du bureau politique. Le 4 avril 1938, alors qu'il se trouve en compagnie de Youssef Rouissi au cours d'une tournée dans le nord-ouest du pays en vue d'appeler la population à la désobéissance civile, il est arrêté par la police française à Souk El Arba. Lors des événements du 9 avril 1938, il est arrêté, comme l'ensemble de la direction du Néo-Destour, et reste incarcéré dans un premier temps à Téboursouk, puis au Fort Saint-Nicolas de Marseille de 1938 à 1943. Il est alors accusé d'« incitation à la haine raciale et d'atteinte aux intérêts de la France en Tunisie ». Klaus Barbie, chef de la Gestapo de Lyon, les fait libérer, espérant ainsi que le Troisième Reich trouverait un appui possible des nationalistes tunisiens. Lui, Ben Youssef et Bourguiba sont d'ailleurs reçus avec tous les honneurs par Benito Mussolini en janvier 1943 à Rome ; cette tentative de rapprochement reste néanmoins un échec.

#### Rupture avec les bourguibistes
À partir de 1949, Ben Slimane commence à s'éloigner de Bourguiba, qui est soutenu par une majorité des dirigeants du Néo-Destour. En effet, ce dernier prône un rapprochement du bloc occidental dans le contexte de la guerre froide. En revanche, Ben Slimane penche plutôt du côté d'une certaine neutralité quant à cette question, même si sa propre culture politique et ses amis le pousse à se rapprocher du bloc soviétique. En conséquence, il est exclu en mars 1950 du bureau politique du Néo-Destour après avoir participé à une réunion du Mouvement de la paix, une organisation proche des communistes.
En 1949, il fonde et devient le premier président du Comité tunisien pour la liberté et la paix. Alors que la Tunisie devient indépendante en 1956, Bourguiba tente, notamment en 1959, de lui attribuer des charges au sein du gouvernement et de l'Assemblée nationale. Mais Ben Slimane refuse d'adhérer à un quelconque parti politique pour devenir une personnalité politique indépendante au sein de l'opposition. Il crée en décembre 1960 le mensuel La Tribune du progrès, avec Abdelhamid Ben Mustapha du Parti communiste tunisien, Rachid Belajouza et d'autres intellectuels de gauche. Mais le 8 janvier 1963, le journal est suspendu après un article de Ben Slimane titré « Le Palais de Carthage et le pouvoir personnel ». En raison de cet article, Ben Slimane doit comparaître devant la justice pour « appel à la sédition ».
En 1967, Ben Slimane tente de mobiliser l'opinion publique tunisienne contre la guerre du Viêt Nam. Il fonde et préside ainsi le Comité de solidarité avec le peuple vietnamien, mais il est sanctionné pour cette prise de position puisqu'il est licencié du poste de médecin qu'il occupait à l'hôpital Habib-Thameur.

#### Réhabilitation
Le 14 août 1973, à la surprise générale, Bourguiba rend visite à Ben Slimane à son domicile, le décore de l'insigne de l'Ordre du mérite de Bourguiba et décide la levée de son exclusion du Néo-Destour. Lors du septième congrès afro-asiatique d'ophtalmologie, réuni à Tunis en 1980, on lui décerne également une médaille.
Slimane Ben Slimane meurt le 25 février 1986. En 1989, des notes et souvenirs rédigés par Ben Slimane sont rassemblés par sa famille dans un ouvrage publié aux éditions Cérès. Il laisse un fils nommé Moncef Ben Slimane.
En février 2005, la Fondation Temimi pour la recherche scientifique et l'information organise, en association avec sa famille, une rencontre pour célébrer le centenaire de la naissance de Ben Slimane. Le 18 janvier 2006, sous l'égide du ministre de l'Enseignement supérieur Lazhar Bououni, l'Institut supérieur d'histoire du mouvement national organise au Centre culturel de la ville de Tunis, à la kasbah, un colloque intitulé « Slimane Ben Slimane, le combattant ».